# Pesquería
Pesquería là một đô thị thuộc bang Nuevo León, México. Năm 2005, dân số của đô thị này là 12258 người.